# Cavendishia martii
Cavendishia martii är en ljungväxtart som först beskrevs av Meissn., och fick sitt nu gällande namn av A.C. Smith. Cavendishia martii ingår i släktet Cavendishia och familjen ljungväxter. Inga underarter finns listade i Catalogue of Life.